# 大疆Air系列
大疆Air系列，也稱DJI Air系列，早前稱作大疆Mavic Air系列，是大疆創新研發的四轴紧凑型远程遥控空拍機系列，用於個人以及商業用途的空中相片拍攝與影片拍摄。是大疆御系列的便携版本。
2018年1月23日，大疆Mavic Air发布。2020年4月27日，大疆Mavic Air 2发布。2021年4月15日，大疆Air 2S发布，从这一型号开始舍弃Mavic前缀。2023年7月25日，大疆Air 3发布。目前最新一代机型为发布于2024年10月15日的大疆Air 3S。

## 设计与发展

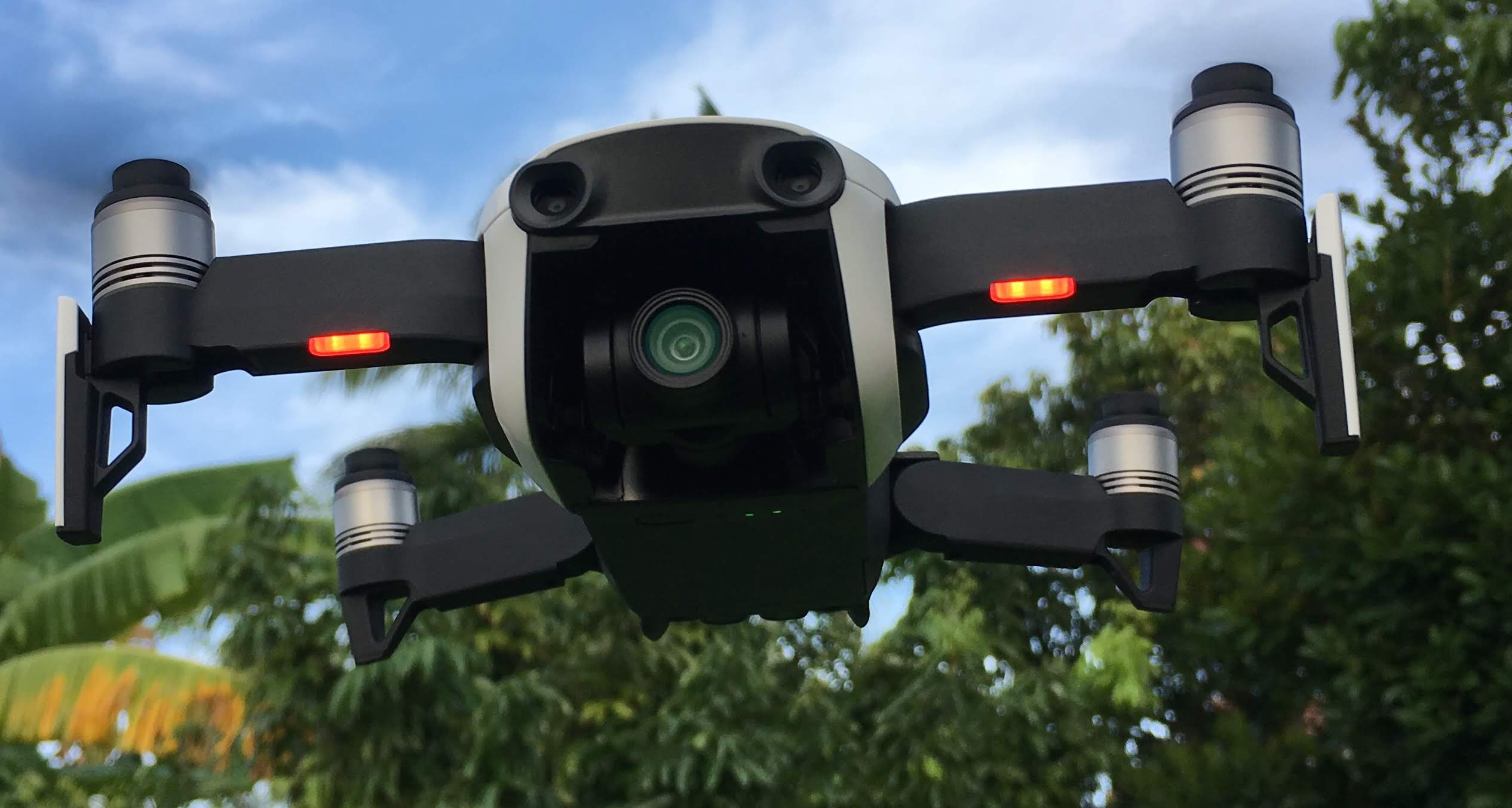
一架在空中的大疆Mavic Air

2018年1月23日，中国大疆创新发布Mavic Air，其机身和Mavic Pro一样采用可折叠设计，不同的是Mavic Pro的机臂和螺旋桨折叠收纳在机身上下，而Mavic Air可折叠至与机身侧面平齐；机身体积仅有Mavic的一半，较Mavic轻430克。机型配备三轴云台，搭载1/2.3英寸的图像传感器，镜头焦距为24毫米，最高可拍摄3200万像素图片，4K 30FPS，1080P 120FPS规格的视频。设备配置一键球形全景模式，可自动在8秒内拍摄25张图片并自动拼接成为一张球形全景图片，并通过社交平台进行分享。飞机搭载由7个传感器组成的三向避障系统、续航21分钟的2375毫安时电池。且采用较Mavic Pro减配的增强版Wi-Fi图传，机头两个折叠脚架安装了平板图传天线，信号有效距离为最大4公里。飞机搭载了「慧拍」模式，可通过手势操控无人机，但受限于硬件，飞行器有时会出现识别人和手势不准确的情况，操作并非完全灵敏。

### Mavic Air 2系列

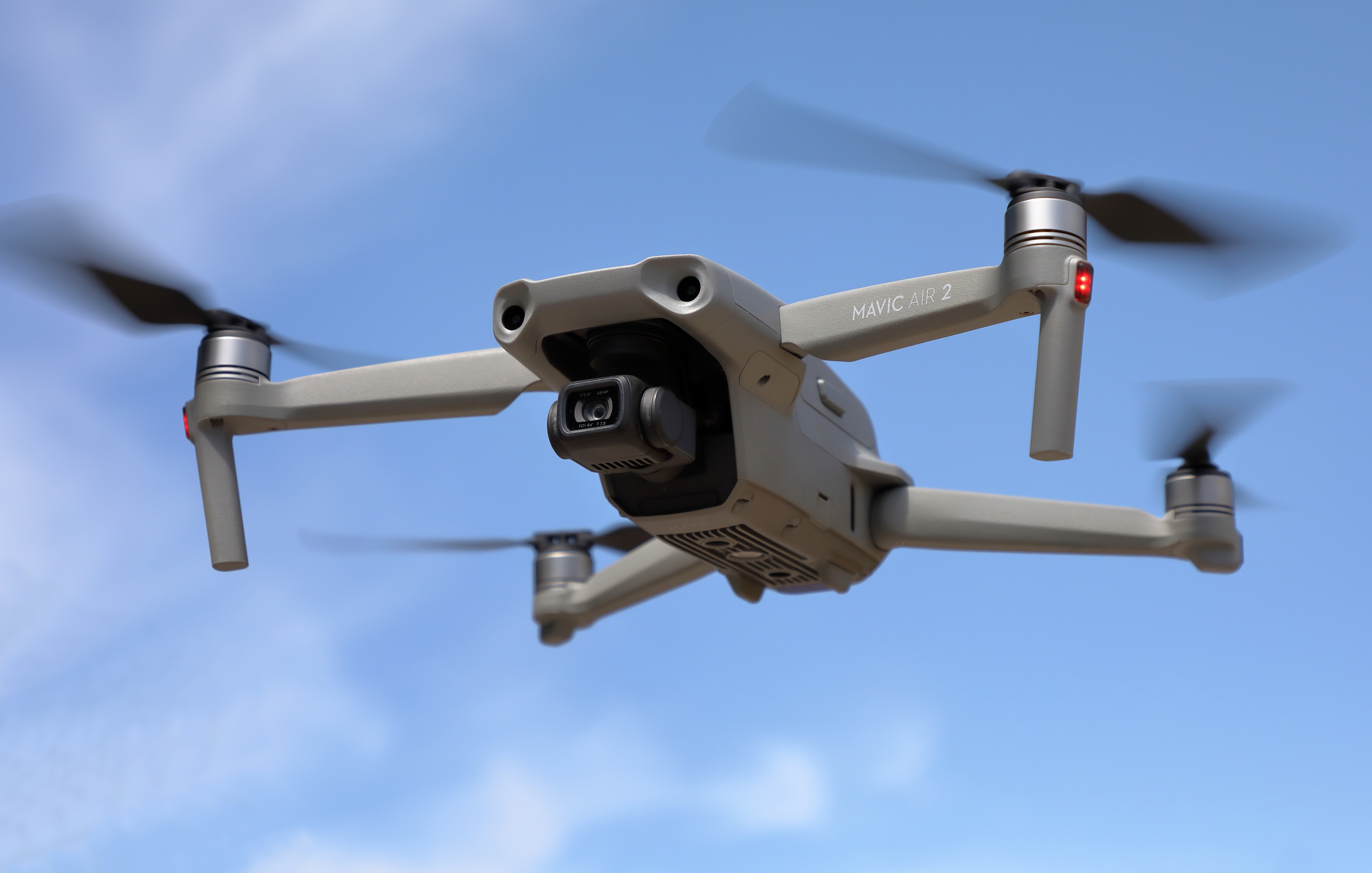
正在飞行的大疆Mavic Air 2

2020年4月27日，大疆Mavic Air 2发布。该型号重新设计了机身形态，与Mavic Air相比更像Mavic 2 Pro。Mavic Air 2搭载1/2英寸的CMOS，最高可拍摄4800万像素图片，录制最高4K 60FPS规格视频，并支持拍摄RAW格式图片、HDR视频和240FPS的慢动作视频。机器电池容量提升至3500毫安时，最长飞行时间达34分钟。飞机图传系统由上代的Wi-Fi图传更换为运行在2.4GHz和5.8GHz频段的专用OcuSync 2.0图传，可减少周围Wi-Fi网络干扰，信号连接距离在FCC模式下最远达10公里 。飞机搭载高级辅助飞行系统APAS 3.0，由前后和下部各2个避障镜头，共6个镜头组成，机身左右侧与顶部均未设置传感器。
2021年4月15日，大疆发布Mavic Air 2系列的新机型——大疆Air 2S，舍弃了Mavic的前缀。飞行器搭载1英寸的CMOS相机，可拍摄2000万像素的图片和最高5.4K 30FPS，10比特色深的视频，亦可拍摄4K 60FPS与1080P 120FPS规格的视频。飞行器的最长飞行时间降低至31分钟，图传系统升级到OcuSync 3.0，最高图传分辨率达1080P，SRRC标准下图传距离最远为8公里。该型号新添加了大师镜头等图片和视频拍摄模式，使拍摄更加灵活。该型号亦升级了APAS 4.0，较上代新增上视双目传感器，实现前后上下方位的避障，同时也添加了ADS-B系统，当载人飞机出现时会自动提示操作者避让，提升飞行安全性。

### Air 3系列
2023年7月25日，大疆Air 3发布，该机型较前代产品进行了数项升级：机身外形进行了重新设计，外观类似于Mavic 3 Pro。其云台搭载了由一个广角摄像头和长焦摄像头组成的双摄系统，均配备了1/1.3英寸的4800万像素堆栈式CMOS传感器，长焦镜头可实现3倍光学变焦。飞机搭载APAS 5.0高级飞行辅助系统，可做到全向视觉感知避障；电池容量提升至4241毫安时，最大飞行时间达46分钟。电池容量增大使飞行器总重较上代Air 2S的595克提升至720克。飞行器图传系统升级到OcuSync 4.0，FCC模式下最大传输距离达20公里。测评网站The Verge指出，虽然这款无人机在运行过程中噪音依然明显，但其螺旋桨较前代更大，产生的声波频率更低，减少了刺耳感。

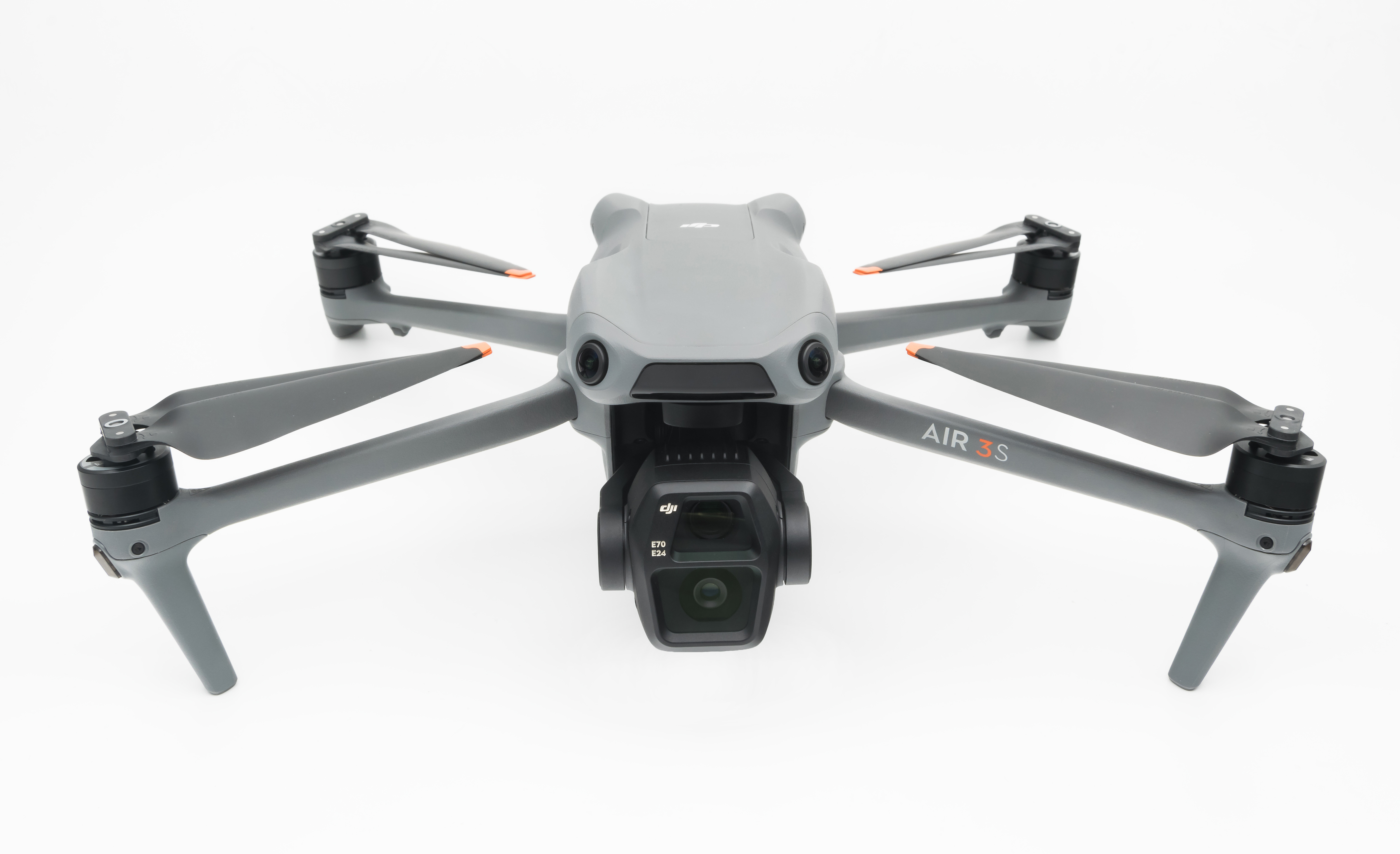
大疆Air 3S

2024年10月15日，大疆Air 3S发布，其主摄广角相机升级至5000万像素的1英寸CMOS。该型号首次在无人机上搭载了前向激光雷达与下视红外ToF传感器。飞机总重量降低至724克，电池容量为4276毫安时，最长飞行时间45分钟。

### 其它公司发布的授权版本
香港公司Cogito Tech推出了大疆Air 3的授权版本Specta Air。虽然Cogito否认与DJI有联系，但《国会山报》指出，Specta Air和Specta Mini（该公司版本的大疆Mini 2 SE）性能和软件系统等方面与大疆创新对应产品几乎完全相同，并很可能使用了DJI专有的OcuSync图传系统。

## 型号

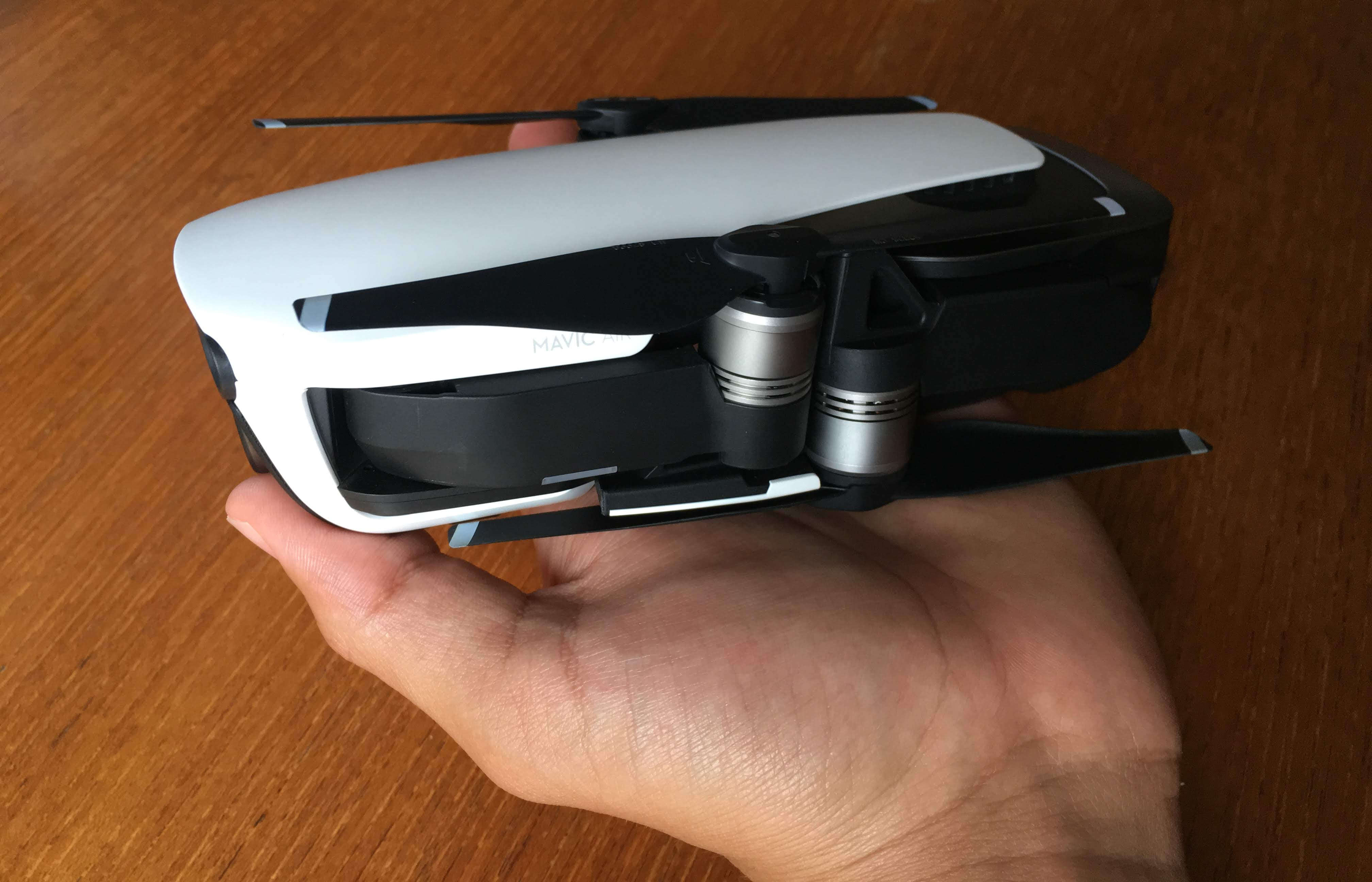
与其它Air系列机型不同，御Air的机臂和螺旋桨可折叠收放，与机身侧面齐平。

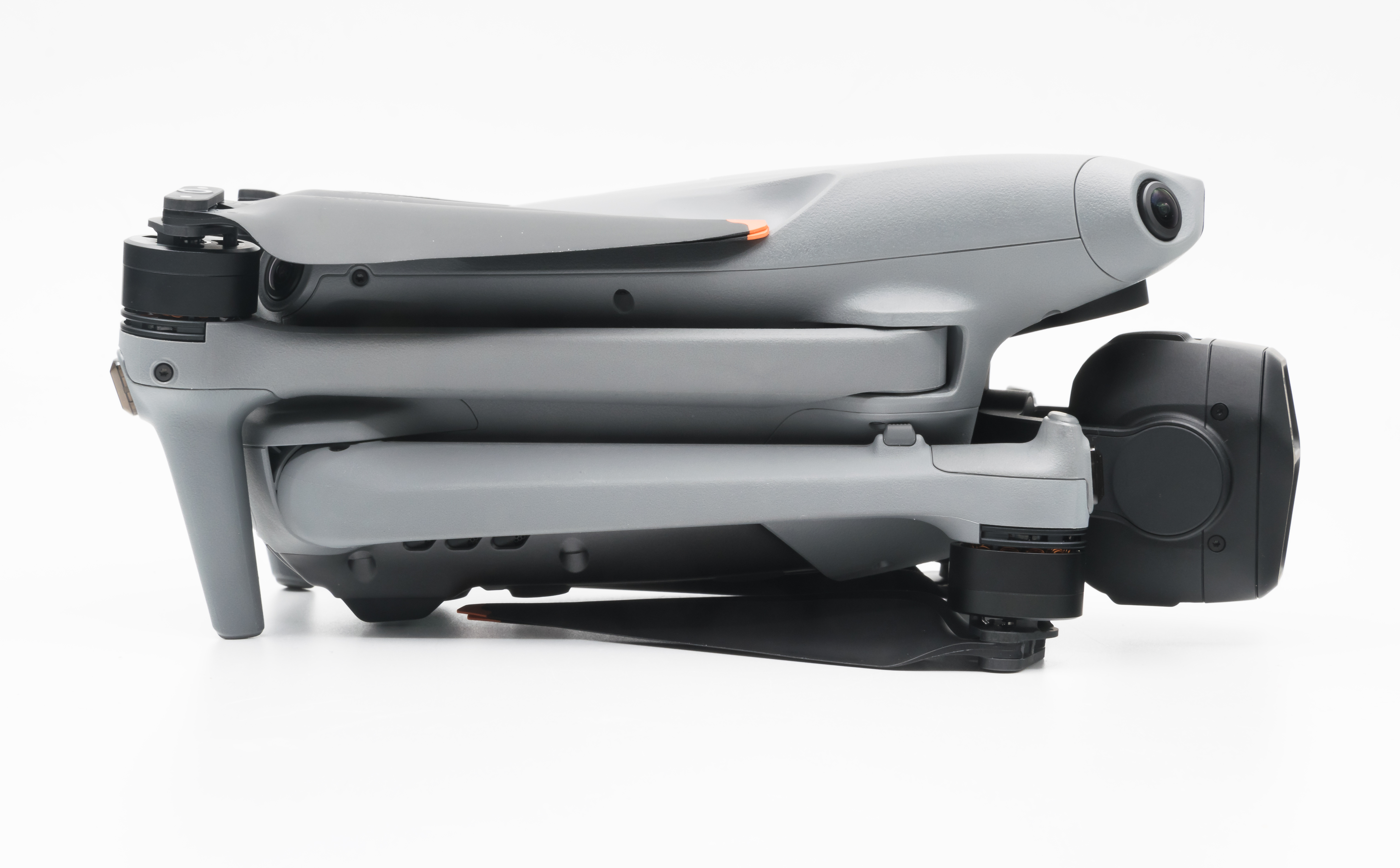
较晚推出的Air系列机型（如Air 3S）采用了御系列标志性的上下折叠式结构。

### Mavic Air
公司型号：U11X。初代机型采用收折式机臂和螺旋桨设计，搭载1200万像素1/2.3英寸CMOS摄像头、Wi-Fi图传系统和2375mAh电池，续航时间为21分钟。2018年1月发布。

### Mavic Air 2
公司型号：MA2UE1N。重新设计外观以接近Mavic 2 Pro，采用上下折叠机臂、4800万像素1/2英寸CMOS摄像头、OcuSync 2.0图传系统、APAS 3.0避障系统，以及3500mAh电池，续航时间提升至34分钟。2020年4月发布。

### Air 2S
公司型号：DA2SUE1。在Mavic Air 2基础上升级，配备2000万像素1英寸CMOS摄像头、O3图传系统、APAS 4.0避障系统，标配ADS-B，续航时间为31分钟。2021年4月发布。

### Air 3
公司型号：EB3WBC。重新设计的外观接近Mavic 3 Pro，搭载4800万像素1/1.3英寸CMOS广角及长焦双摄像头、O4图传系统，以及4241mAh电池，续航时间达46分钟。2023年7月发布。

### Air 3S
公司型号：CZ3SCL。Air 3的改进版，升级至5000万像素1英寸CMOS广角摄像头，电池容量为4276mAh，续航时间为45分钟。2024年10月发布。

### Specta Air
亦称Specta，公司型号：TQFDUB2。系由马来西亚Cogito Tech生产的Air 3授权衍生型号。

## 拓展阅读
- 大疆创新
- 大疆创新产品列表
- 大疆御系列
- 大疆Mini系列